# Eriosoma pyricola
Eriosoma pyricola är en insektsart som beskrevs av Baker, A.C. och Davidson 1916. Eriosoma pyricola ingår i släktet Eriosoma och familjen långrörsbladlöss. Inga underarter finns listade i Catalogue of Life.